# Мостовский, Павел
Павел Михаил Мостовский (ок. 1721 — 18 апреля 1781, Париж) — государственный и военный деятель Речи Посполитой, воевода поморский (1758—1766), генерал-лейтенант войск коронных (1758), воевода мазовецкий (1766—1781), староста пётркувский и скаршевский. Член Барской конфедерации.

## Биография
Представитель польского шляхетского рода Мостовских герба «Долэнга». Сын конфедерата тарногродского Теодора Богдана Мостовского и Людвики Крушиньской.
Был маршалком воеводств и земель прусских в Конфедерации Чарторыйских в 1764 году. Генеральный региментарий Великопольской провинции в Барской конфедерации. После покушения на жизнь короля Станислава Августа Понятовского был арестован, но сбежал в Силезию. Выдвигал кандидатами на польский престол саксонского курфюрста Фридриха Августа или гессенского ландграфа Фридриха II.
Владел имениями на Мазовии: Мостово, Семёнтково, Кучборк, Хойно и Остромецко в Хелминской земле.
Кавалер Ордена Белого орла.

## Семья и дети
Был женат на Анне Розалии Гильзен, дочери воеводы минского Яна Августа Гильзена и Констанции Плятер. Их дети:
- Юзеф (1763—1817)
- Тадеуш (1766—1842)
- Марианна